# Porsche
Porsche (pronuncia tedesca: [ˈpɔɐ̯ʃə]; in italiano comunemente /ˈpɔrʃ/) è una casa automobilistica tedesca con sede presso il quartiere Zuffenhausen della città di Stoccarda (Baden-Württemberg).
Il capitale sociale dal 2012 è interamente posseduto da Volkswagen (in precedenza vi era una partecipazione azionaria di minoranza). Dal 29 settembre 2022 è quotata alla Borsa di Francoforte.

## Storia

### Gli inizi
La storia della Porsche inizia il 25 aprile 1931 con la fondazione dello studio di progettazione e ingegneria Dr. Ing. h.c. F. Porsche GmbH (dottor ingegner honoris causa - nel 1924 - Ferdinand Porsche s.r.l.) a Stoccarda da parte del fondatore boemo Ferdinand Porsche dopo gli studi viennesi e la proficua collaborazione dapprima con Lohner nella realizzazione di auto elettriche e ibride anche a trazione integrale e poi sempre a Vienna in Austro Daimler: è questo il vero nucleo originario dell'azienda Porsche, in cui ben presto inizierà a fornire il proprio importante contributo anche il figlio di Ferdinand, ovvero Ferdinand Anton Porsche (detto "Ferry").
Il 17 gennaio 1934, durante il periodo nazista, su richiesta di Adolf Hitler, Ferdinand Porsche redige un esposto concernente la progettazione e la costruzione di una vettura a destinazione popolare: nacque così la prima celebre Volkswagen ovvero l'auto del popolo (dal tedesco Volks = popolo - nel caso genitivo della parola - e Wagen = vettura).
Intorno al 1938 pare che lo stesso Hitler fornisse specifiche richieste tecniche a Ferdinand Porsche per la realizzazione di un'automobile dalle prestazioni più elevate. Egli, insieme al figlio lavorò assiduamente per dare vita alla prima vera Porsche, che peraltro entrerà in produzione, tra mille difficoltà e vicissitudini legate all'esito delle vicende belliche, soltanto dieci anni dopo, ovvero nel 1948 a Gmünd in Kärnten, nuovamente in Austria dove nel 1944 era stata spostata la sede e fondata la Porsche-Werk Gmünd: il celebre modello 356, prima vera automobile prodotta in serie con il marchio Porsche, sin dall'inizio prodotta sia in versione cabrio che coupé (oltre alla celebre Speedster per il mercato americano). Da notare che il marchio Porsche produrrà sempre anche le varianti cabrio dei propri veicoli.

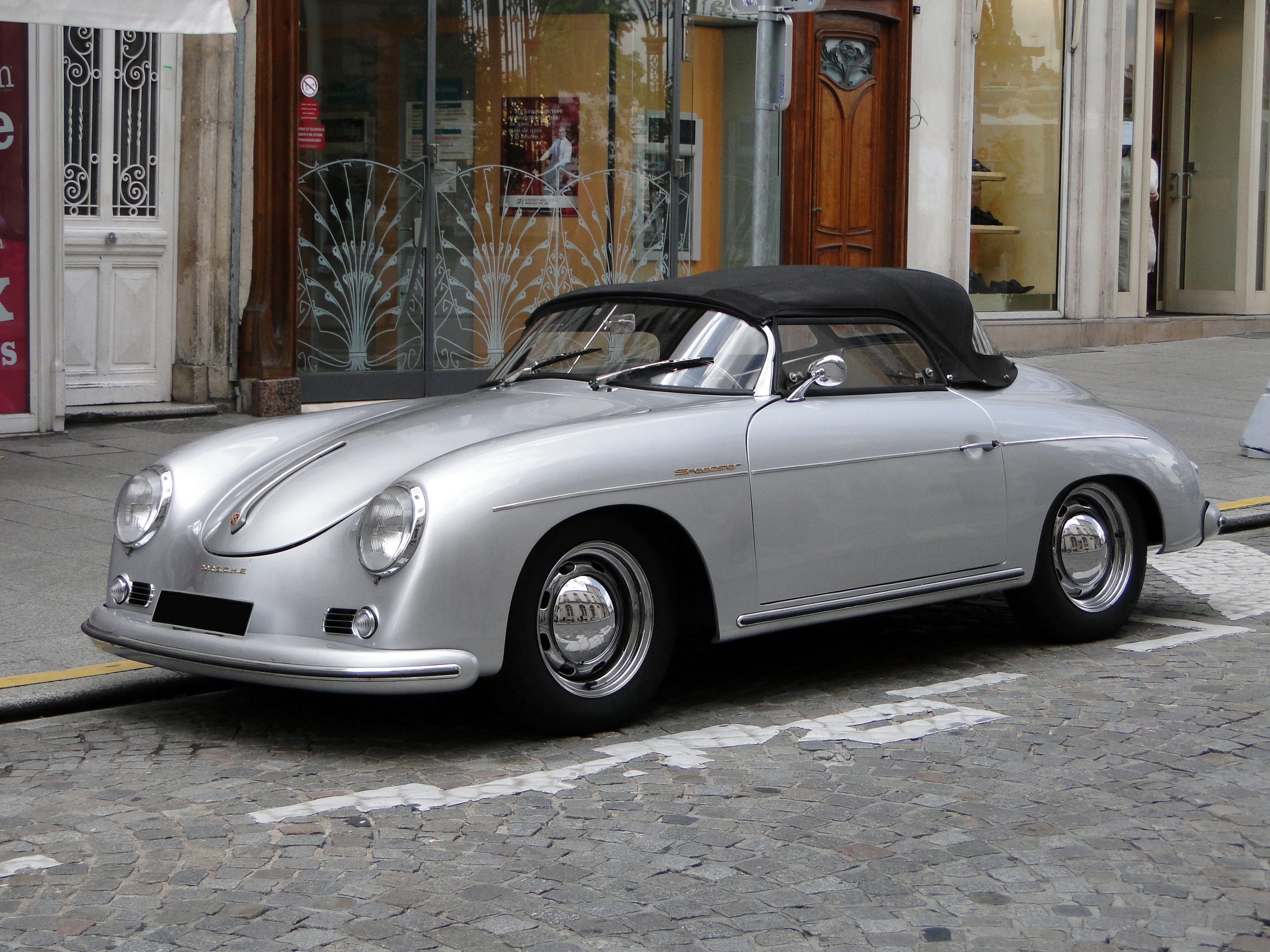
La 356 Speedster

La meccanica della vettura ricalcava nello schema di base l'impostazione della Volkswagen, cioè motore boxer a quattro cilindri, raffreddato ad aria, collocato in posizione longitudinale posteriore a sbalzo ovvero con il monoblocco oltre l'asse posteriore e il cambio verso l'abitacolo.
Il motore inizialmente utilizzato manteneva la configurazione del Maggiolino ma con il sistema di alimentazione rivisto per la presenza di due carburatori, uno per bancata. Anche i materiali e le tecnologie utilizzati per testate, cilindri, pistoni, albero a camme e meccanismi biella-manovella furono progressivamente migliorati, consentendo in tal modo regimi di rotazione più elevati e di conseguenza maggiori prestazioni, grazie anche a un rapporto potenza/cilindrata molto favorevole.
Successivamente venne introdotto, solo per le versioni più sportive, un motore più complesso e sofisticato, dotato di un sistema di distribuzione a doppio albero a camme in testa, progettato da Fuhrmann e detto Carrera in onore della gara automobilistica Carrera Panamericana. Il motore a 4 cilindri, basato sull'architettura a singolo albero a camme nel basamento, fu comunque mantenuto e durò per tutta la produzione del modello 356 e oltre, dato che venne utilizzato anche sul modello Porsche 912 fino al 1969 nella variante da 90 cv.

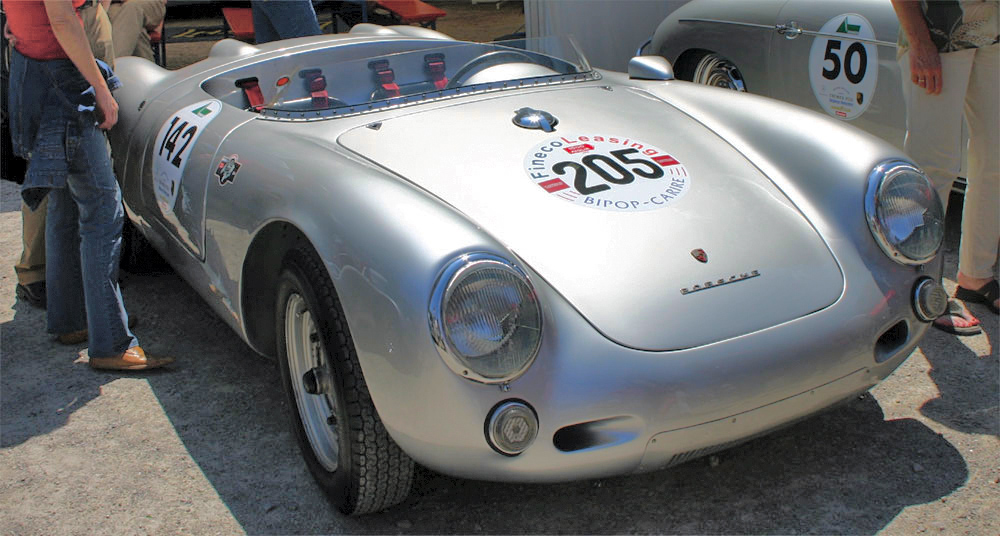
La 550 Spyder

Dal 1951 la produzione delle Porsche venne definitivamente trasferita a Stoccarda nel distretto di Zuffenhausen.
Quando il padre di Ferry, Ferdinand, morì nel 1951, la Porsche conquistò la sua prima vittoria di classe alla 24 ore di Le Mans. Nel 1953 vide la luce la 550 Spyder, una barchetta studiata appositamente per le competizioni con un motore boxer a quattro cilindri di 1.498 cm³ e 110 cavalli di potenza, con una potenza specifica di 73,4 cavalli/litro, non indifferente per un'auto di quel periodo.
La disposizione del motore era centrale, cioè con il monoblocco verso l'abitacolo all'interno dell'asse posteriore e il cambio verso l'esterno. Questa collocazione dell'unità motrice conferiva maggiore stabilità e verrà applicata diversi decenni dopo a modelli di serie (Porsche 914, Porsche Boxster e Porsche Carrera GT).
Questo modello passò alla storia per i numerosi successi sportivi e anche per il fatto che l'attore James Dean era al volante di una "550" quando ebbe l'incidente che ne causò la morte il 30 settembre 1955.

### Il logo

Lo stemma di Stoccarda

Lo stemma di Württemberg-Hohenzollern

La nascita del logo che contraddistingue le Porsche, con minime varianti estetiche nel tempo, sin dagli anni cinquanta avvenne in modo quasi casuale. L'imprenditore americano Max Hoffmann, che si occupava dell'importazione delle Porsche negli USA, era convinto dell'enorme potenziale commerciale di queste vetture, ma era contrariato dal fatto che non fossero dotate di un marchio che le rendesse immediatamente riconoscibili.
Durante una cena di lavoro con Ferdinand Anton Porsche, convinse definitivamente quest'ultimo dell'indispensabilità di un marchio per le sue vetture. La risposta di Ferry fu immediata: disegnò su un tovagliolino uno scudo, nel quale si fondevano gli stemmi della città di Stoccarda e della regione nella quale nasceva, il Württemberg, con un cavallo al centro e rami di corna di cervo di Ulrico, duca di Württemberg ed in cima allo scudo la parola Porsche, questo stemma in seguito all'ottenimento dell'autorizzazione d'uso dal comune di Stoccarda e dal governo federale Württemberg avrebbe fregiato ogni Porsche dal 1953 in poi.

### La 911
Nel 1963 Ferdinand Alexander Porsche detto Butzi, figlio di Ferry, creò la 911, vettura sportiva con motore boxer ma, differentemente dalla precedente 356, a sei cilindri (per aumentare le prestazioni) e sempre raffreddato ad aria, che partecipò a molti rally vincendo tra l'altro quello di Montecarlo per due volte. Le origini del modello risalgono comunque alla seconda metà degli anni '50, dal momento che si prese la decisione di sostituire la 356, modello che ormai risentiva del peso degli anni nonostante le vendite continuassero a buon ritmo (specie nel mercato statunitense, che divenne ben presto il principale sbocco commerciale per la Casa).
In fase di progetto, la vettura avrebbe dovuto chiamarsi 901, ma ben presto dovette essere modificato il nome, poiché Peugeot aveva già brevettato e registrato tutti numeri con la cifra zero nel mezzo per i propri modelli. Anche per la 911 fu conservata la tradizionale disposizione posteriore a sbalzo del motore, che verrà sempre mantenuta, mentre il raffreddamento a liquido sostituirà quello ad aria soltanto con la serie 996 nel 1998.

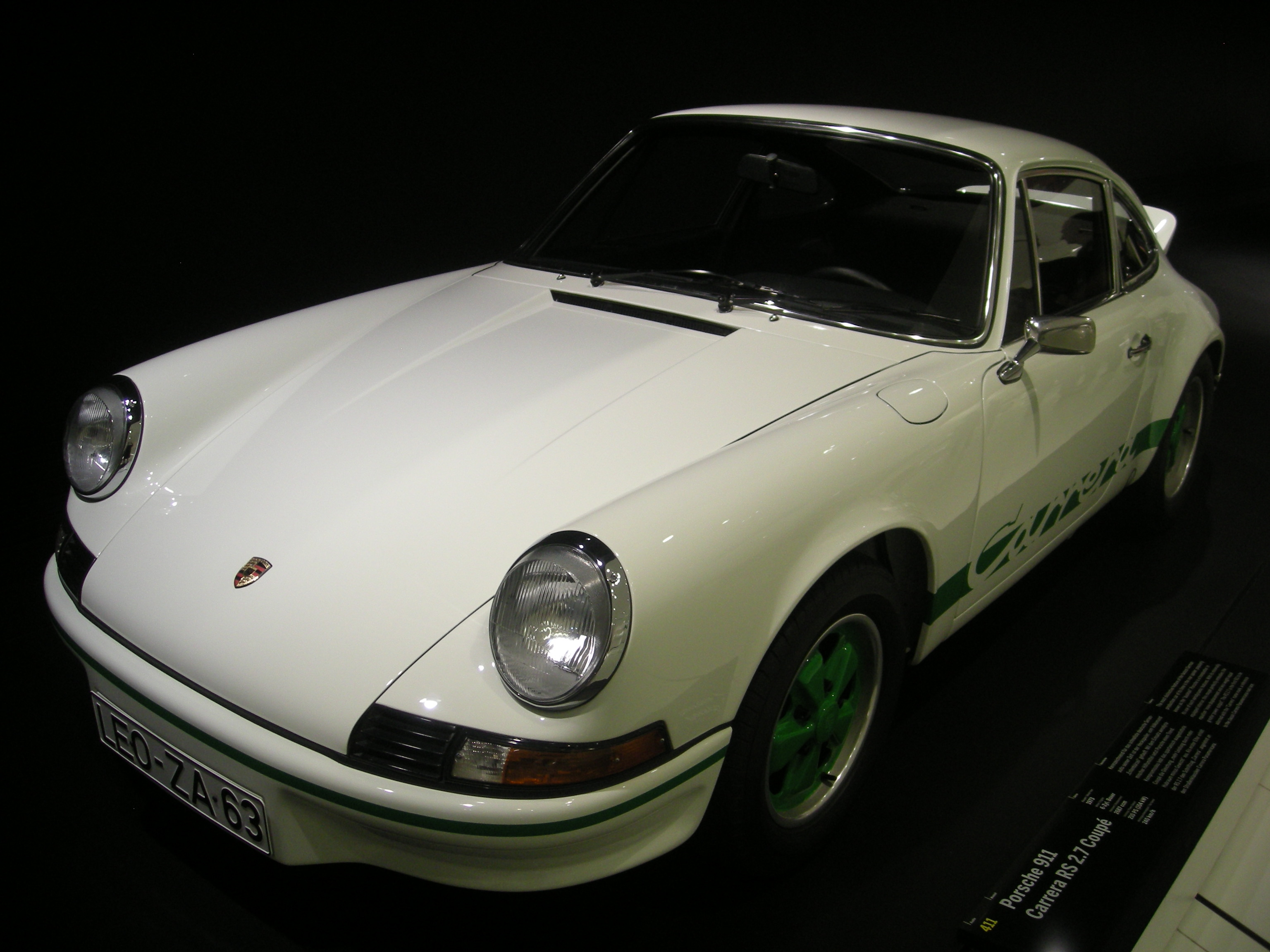
La 911 Carrera RS del 1973

Nel 1975 la Porsche creò la 930, la sua prima vettura sovralimentata con turbocompressore: derivata stradale della Carrera RSR (una 911 per corse su strada), che tuttavia si scelse di chiamare semplicemente Turbo. Preceduta in questa tecnologia dalla BMW che tre anni prima aveva posto in commercio il modello 2002 turbo. Con una cilindrata di 3.0 litri e una potenza di 260cv, la Turbo era una vettura molto potente ma difficilissima da guidare, soprattutto su superfici con scarsa aderenza a causa dell'erogazione di potenza assai improvvisa.
Questa particolarità, unita alla disposizione del motore posteriore a sbalzo, provocava un assetto tendenzialmente sovrasterzante in condizioni critiche, costringendo a tempestive manovre di controsterzo.

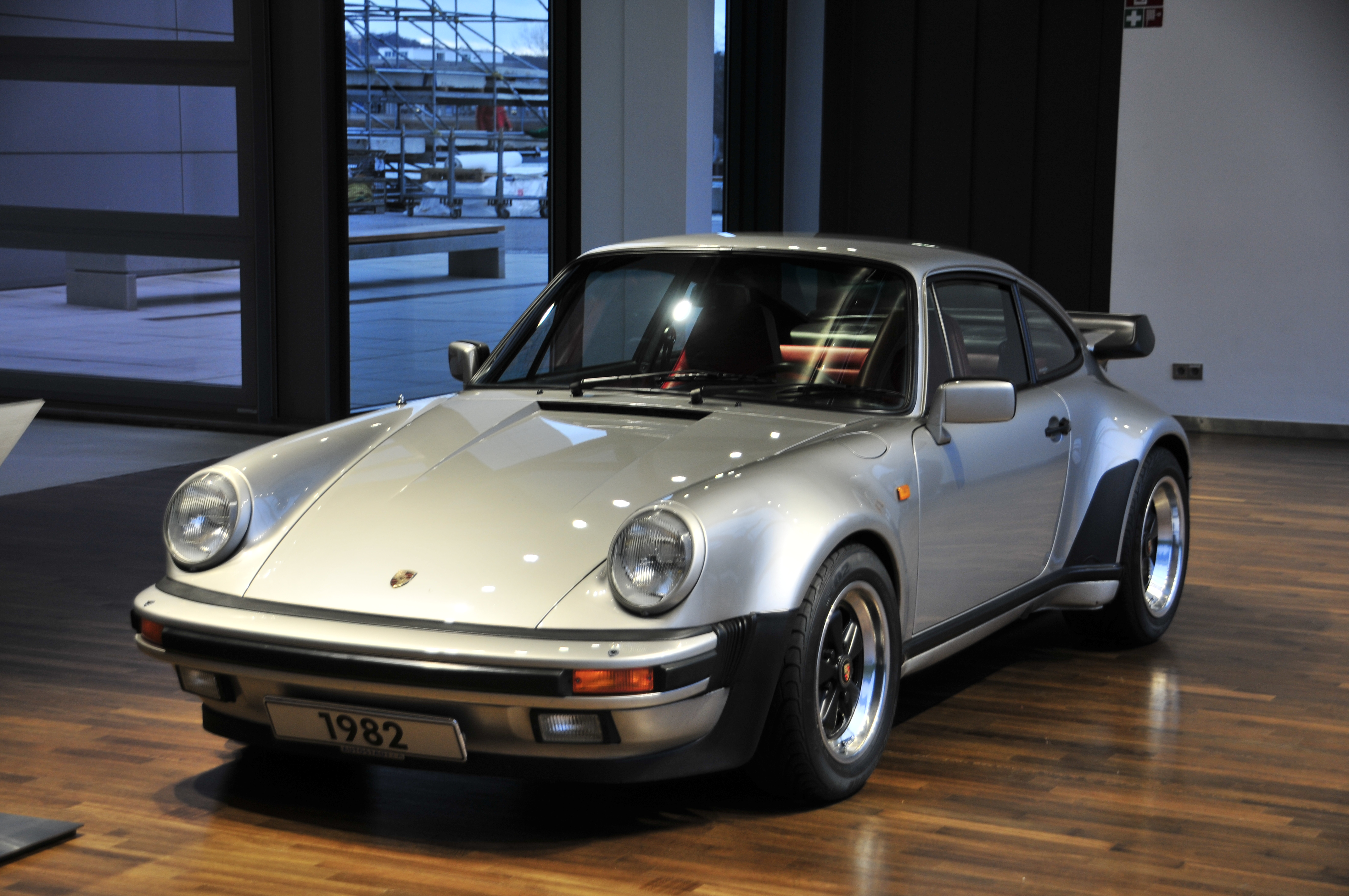
La 911 turbo del 1982

Un ulteriore problema derivava dal cosiddetto turbo lag, cioè dal ritardo con cui veniva erogata la potenza rispetto al momento in cui veniva premuto l'acceleratore, il che costringeva ad anticipare sia l'accelerata che la staccata per cercare di ottenere la potenza voluta al momento giusto. Il turbo lag era un problema comune a tutte le vetture turbo delle prime generazioni: fu in seguito risolto con una sofisticata gestione elettronica dell'unità motrice e soprattutto con le turbine a geometria variabile, entrate in produzione soltanto nel 2006 con la serie 997.
La 911 ha beneficiato nei suoi quasi 50 anni di vita di un affinamento costante, che ha consentito a questo modello di occupare una quota di mercato di tutto rispetto, divenendo ben presto il termine di paragone per le vetture sportive di tutto il mondo. Le serie che si sono avvicendate recano le sigle 930 (solo versioni turbo), 964, 993, 996, 997, Porsche 991 e la più recente 992. Le cilindrate sono aumentate dagli iniziali 2 litri a 2.2, 2.4, 2.7, 3.0, 3.2, 3.3, 3.6, 3.8 (con la 997 a fine 2004). Una versione da 4 litri aspirata del boxer Porsche è stata prodotta per la 997 4.0 GT3 RS.

### I modelli transaxle e la 959
Gli anni '70 e '80 furono caratterizzati dai controversi modelli Porsche 924, Porsche 944 (concepiti inizialmente per Audi), Porsche 968 e Porsche 928, tutti con motore anteriore, trazione e cambio posteriori (sistema transaxle). Nonostante le ottime doti di agilità, distribuzione dei pesi e abitabilità, tali modelli ottennero infatti un successo commerciale inferiore alle attese.

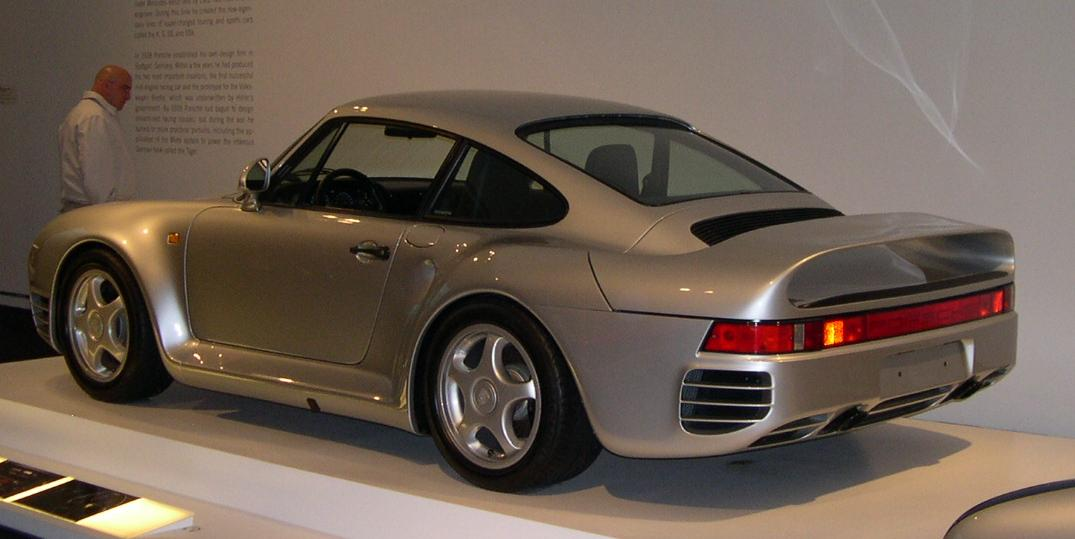
Porsche 959

A metà degli anni ottanta venne prodotta in soli 292 esemplari la potente e innovativa 959 con propulsore 2.8 litri due turbo e trazione integrale, che tra l'altro vinse la Parigi-Dakar del 1986.

### Gli anni '90 e 2000
Negli anni novanta nascono i nuovi modelli della serie 911, nelle varie versioni Carrera, Turbo, Cabrio, Targa, inizialmente con la serie 964, quindi con le 993 e 996 (quest'ultima la prima con raffreddamento a liquido).
Nel 1996 viene introdotta la Boxster, roadster con due posti fissi e motore boxer 6 cilindri raffreddato ad acqua e posto in posizione centrale pura, cioè non a sbalzo, ma subito dietro i sedili e all'interno dell'asse posteriore. Questo tipo di collocazione dell'unità motrice ha conferito al modello una tenuta di strada eccezionale, anche superiore a quella della 911. Dalla Boxster è derivata la Cayman: una coupé con motore di 3.4 litri e una potenza di 295 cavalli. La Boxster è il primo modello del nuovo corso Porsche, essendo la prima vettura Porsche raffreddata a liquido.

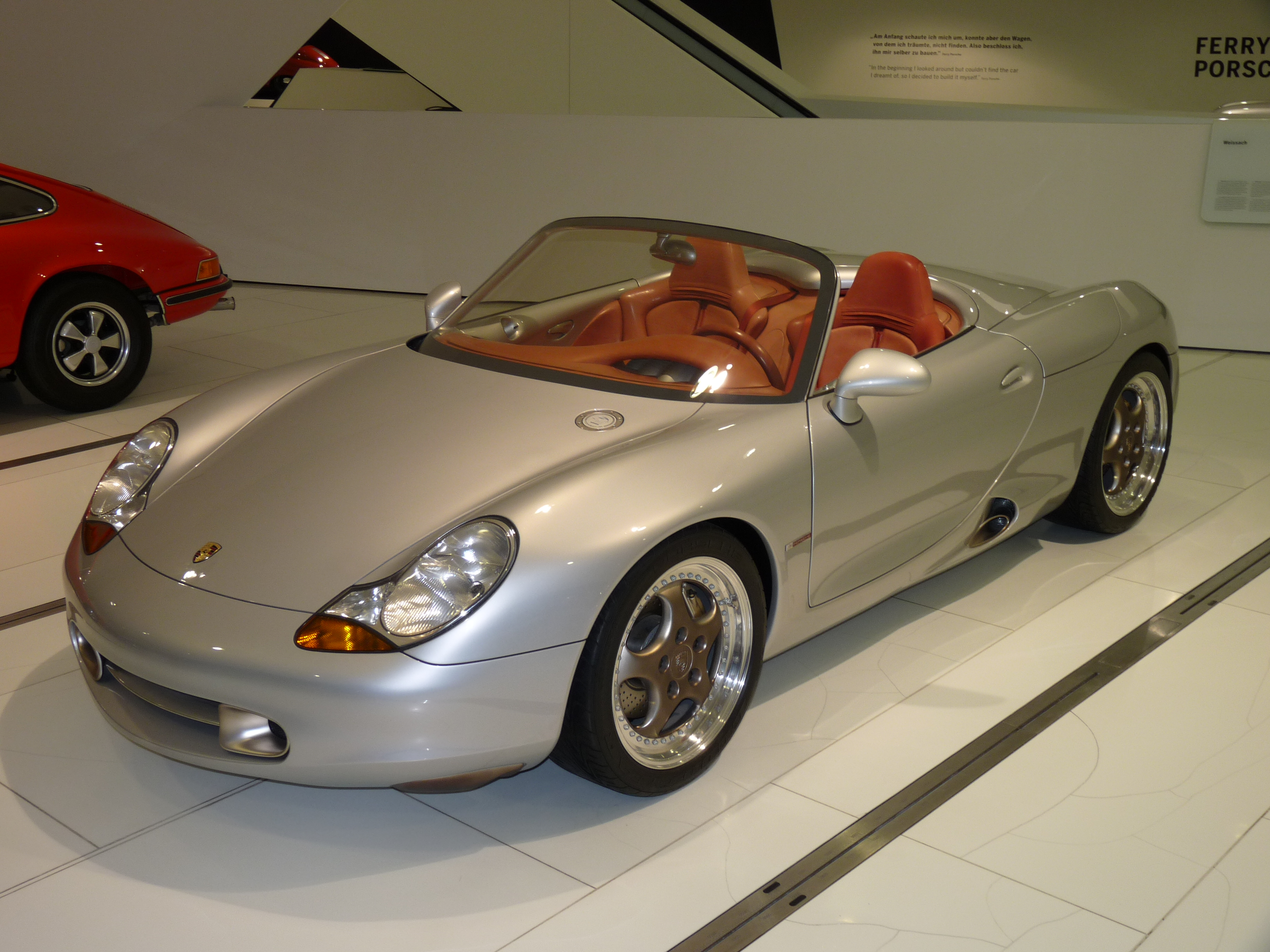
Il prototipo della Boxster

Nei primi anni 2000 viene inoltre prodotta in quasi 2000 esemplari la celebre Porsche Carrera GT, supercar a motore centrale e due posti fissi, dotata di numerose innovazioni.

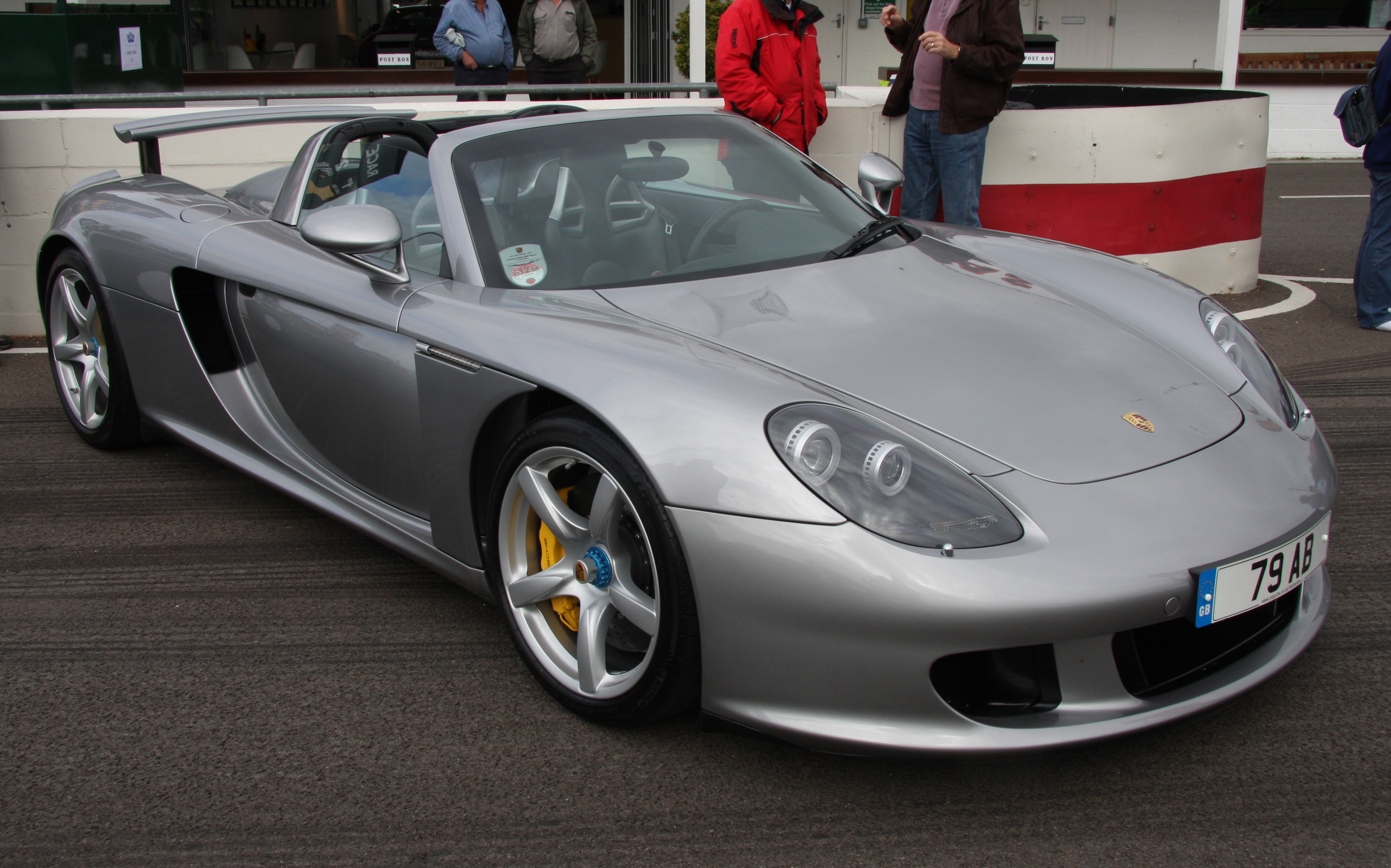
Carrera GT

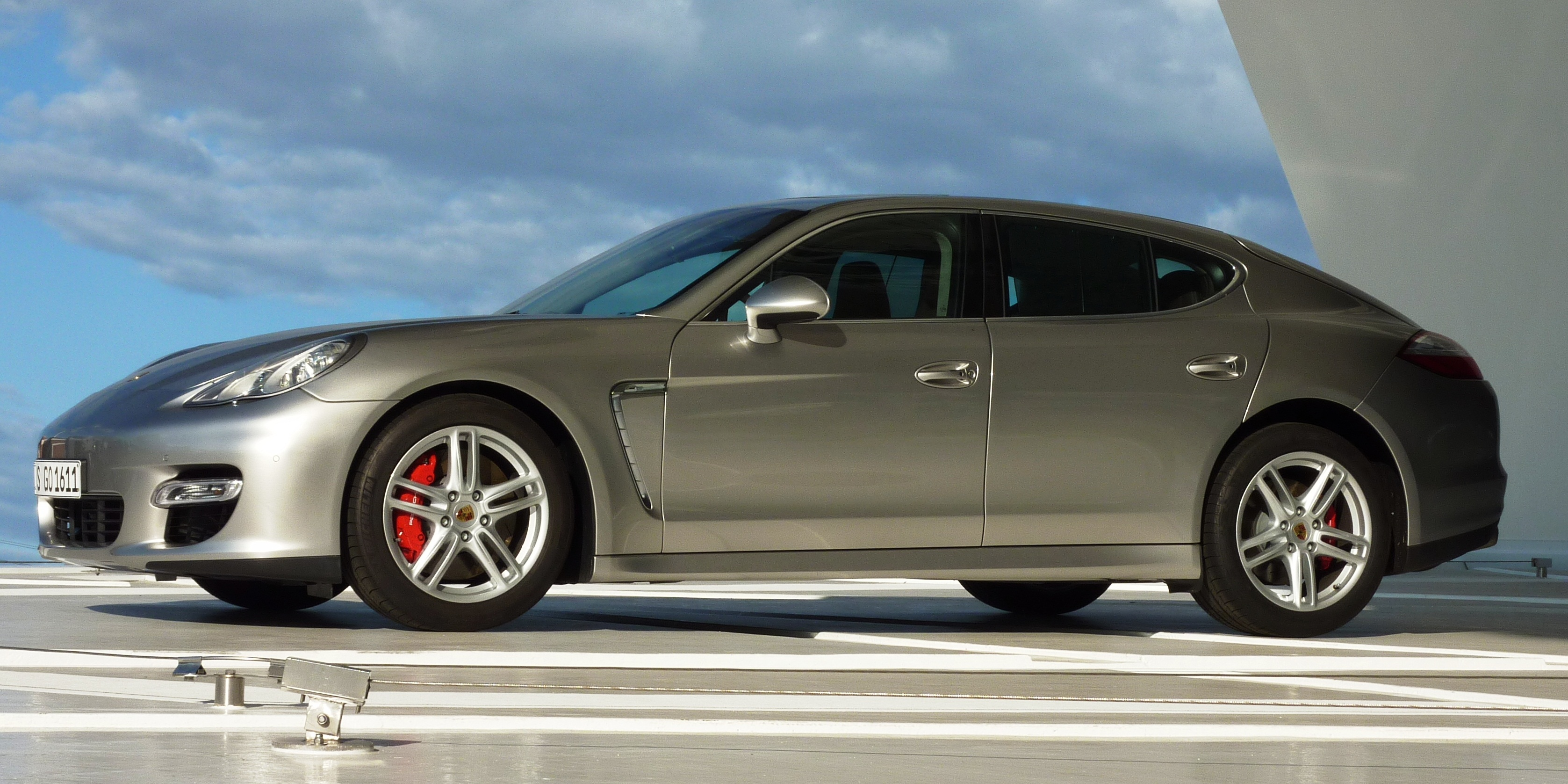
Porsche Panamera Turbo

Nel 2002 entra in produzione la Cayenne, ovvero la prima SUV della casa, creata in collaborazione con Volkswagen e Audi. L'ultimo modello introdotto è stata la berlina 4 porte e 4 posti Panamera, che condivide parte della meccanica e i propulsori con la Cayenne (entrambe sono prodotte nello stabilimento di Lipsia, appositamente costruito. Tali modelli evidenziano la volontà della casa di Stoccarda di aumentare le vendite, il fatturato e la penetrazione commerciale in mercati nuovi (Russia, Cina) ma anche sul mercato statunitense, tradizionalmente molto redditizio.

### Gli ultimi anni

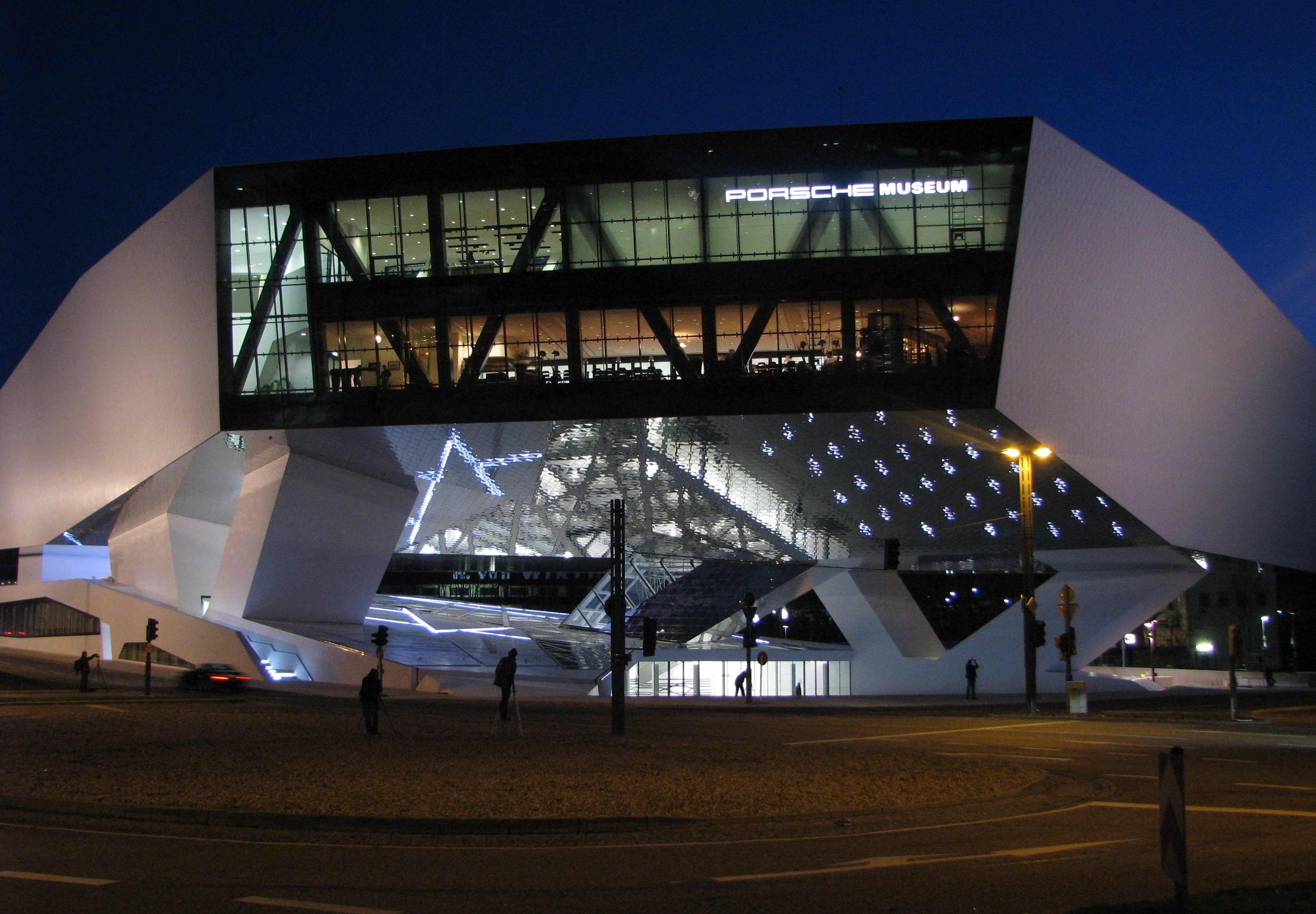
Il Porsche Museum a Stoccarda

All'inizio del 2009, nelle vicinanze della sede storica di Zuffenhausen viene inaugurato il Porsche Museum, che raccoglie alcuni dei modelli più conosciuti e famosi della storia della casa automobilistica, sia di serie che da gara.
Il 5 aprile 2012 scompare Ferdinand Alexander Porsche (nipote del fondatore) all'età di 76 anni.
Il 5 luglio 2012, dopo alcuni anni di alterne vicende finanziarie e di tentativi andati a vuoto di acquisizione del capitale VAG da parte di Porsche, la Volkswagen raggiunge un accordo per l'acquisizione del rimanente 50,1% del capitale Porsche, per un esborso totale di 4,46 miliardi di euro: il 1º agosto 2012 il capitale Porsche è quindi interamente nelle mani del gruppo Volkswagen, anche se la storia della casa di Stoccarda è sin dagli inizi strettamente legata al marchio di Wolfsburg.
Nel 2013, dopo alcuni anni di gestazione, viene presentata l'innovativa Porsche 918, supercar ibrida a motore centrale che vanta la potenza e le prestazioni più elevate nella storia delle vetture Porsche stradali.
Nel novembre 2013 viene presentato il Macan, l'atteso SUV di dimensioni medie, strettamente imparentato con l'Audi Q5 ma prodotto a Lipsia, posizionato al di sotto del Cayenne ed inizialmente proposto con motori benzina V6 turbo (3 litri) e biturbo (3,6 litri) e turbodiesel V6 (3 litri), in attesa del lancio delle versioni di accesso a 4 cilindri.
Nel febbraio 2018 Porsche ha annunciato ufficialmente l'abbandono della produzione di  autovetture con motore diesel concentrandosi sul realizzare solamente propulsori ibridi e benzina.
Infine nel 2019, Porsche entra nel mercato delle auto elettriche con la Porsche Taycan, una berlina 3 volumi shooting brake.

## Altre attività

### Trattori agricoli
Tra il 1950 e il 1963 Porsche progettò e produsse anche numerosi modelli di trattore agricolo con motore diesel nell'ambito della società Porsche-Diesel Motorenbau GmbH con sede in Friedrichshafen (Germania).

### Accessori
Tramite la controllata Porsche Design l'azienda progetta e disegna da molti anni anche accessori per le auto e vari altri prodotti (abbigliamento sportivo, cancelleria, informatica...) con il marchio della casa madre, ad esempio orologi, pipe, portachiavi, ombrelli, valigie, scarpe, felpe, polo, spille, occhiali, profumi.

### Christophorus
Sin dai primi anni '50 il periodico (attualmente bimestrale) Christophorus è la pubblicazione ufficiale della Casa di Stoccarda, dove vengono pubblicate le ultime novità relative ai veicoli e in generale al mondo che ruota intorno al marchio Porsche. In caso di acquisto di una vettura, il periodico viene inviato gratuitamente all'acquirente, in seguito dev'essere acquistato o viene procurato tramite le concessionarie.

## Denominazioni Carrera e Targa
A partire dalla metà degli anni cinquanta e fino ai nostri giorni, alcune versioni dei modelli Porsche si fregiano delle denominazioni Carrera e Targa. Tale tradizione intende celebrare le prime vittorie, di classe e assoluta, della Porsche in gare internazionali.
La denominazione Carrera fu adottata per la prima volta sulla Porsche 356A 1500 GS del 1955, in ricordo della vittoria di classe conquistata da Hans Herrmann, alla guida di una 550 Spyder, durante la Carrera Panamericana del 1954, prima vittoria di classe della Porsche in una gara internazionale.
La denominazione Targa apparve per la prima volta sulla Porsche 911 Targa presentata nel settembre 1965, in onore al trionfo di Umberto Maglioli che, sempre con la 550 Spyder, vinse la XL Targa Florio del 1956 conquistando la prima vittoria assoluta della Porsche in una gara internazionale, valida per il Campionato mondiale vetture sport.

## Modelli in produzione
| Modello          |
| ---------------- |
| Porsche 911      |
| Porsche Cayman   |
| Porsche Panamera |
| Porsche Cayenne  |
| Porsche Macan    |

## Aziende di elaborazione
Esistono diverse aziende attive nel campo dell'elaborazione che si occupano esclusivamente della modifica e della rivendita di sole vetture della casa di Stoccarda. Tra le più famose vi sono la Ruf Automobile e la 9ff. Per motivi legislativi, queste aziende vendono i modelli modificati non come Porsche, ma con il proprio marchio, in modo simile a come fa l'Abarth con i modelli Fiat.